# 恩格图
恩格图（？—1648年），科尔沁部人，清朝初年蒙古族将领。
恩格图率众归顺后金，授牛录额真，受命驻守伊兰布里库，防蒙古游牧界。天聪年间，跟随皇太极攻打明朝，攻袭遵化、大安口，因功授世职二等甲喇章京，兵部承政。后任蒙古正红旗固山额真。崇德元年（1636年），参与攻打明朝、朝鲜。因松山之战时，隐匿军情，回军时为明军所败等罪受罚。崇德三年，跟随贝勒岳托攻打明朝，攻密云，率先入塞。崇德五年（1640年），跟随郑亲王济尔哈朗攻打明朝，围攻松山，击败明劫营的军队。次年，随皇太极攻打明朝，违背方略，遇敌不前，受罚。受命与诸将轮番戍守松山。顺治元年（1644年），随军入关，攻打大顺军李自成。先后进升为一等甲喇章京、三等梅勒章京，一等梅勒章京。顺治五年讨伐江西金声桓，在军中去世。乾隆初年，定封二等男。